# Багатофункціональний пристрій

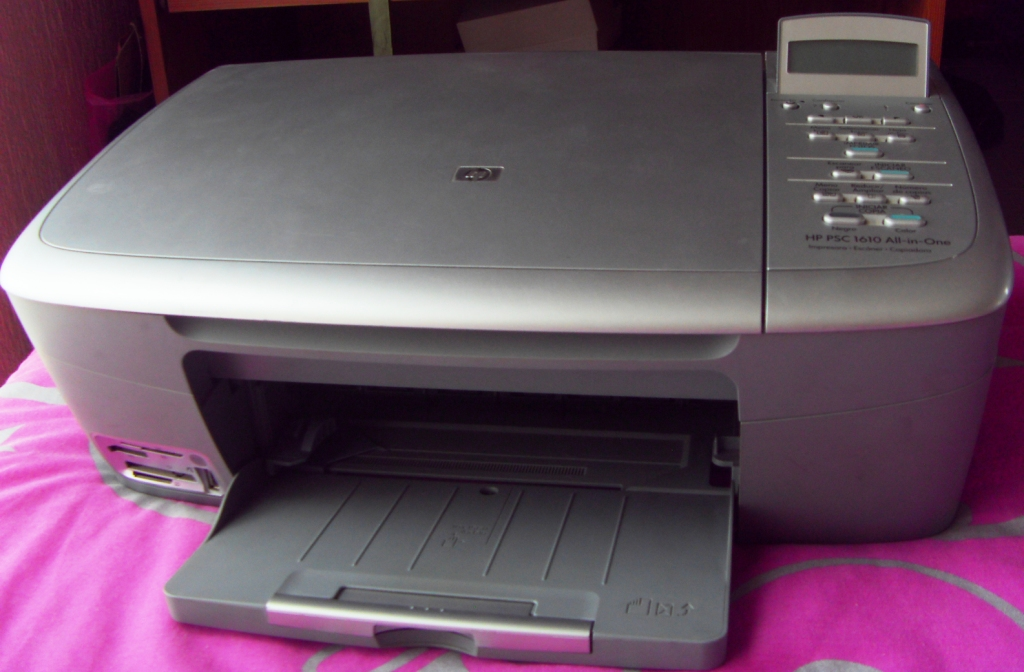
HP Series 1600

Багатофункціона́льний при́стрій (БФП) — офісний пристрій, який включає в себе функціональні можливості кількох пристроїв в одному, так, щоб займати менше місця. Напрочуд широко використовується у фінансових установах (у тому числі, банках), освітніх закладах, підприємствах тощо.
Типовий БФП може діяти як поєднання деяких або всіх з таких пристроїв:
- Факс
- Копіювальний апарат (копір)
- Принтер
- Сканер

## Виробники
Серед виробників / брендів БФП:
- Brother
- Canon
- Dell
- Epson
- Hewlett-Packard
- Kodak
- Konica Minolta
- Kyocera
- Lexmark
- Okidata
- Olivetti
- Panasonic
- Ricoh
- Samsung
- Sharp
- Toshiba
- Utax
- Xerox